# Olympique de Marseille 2023-2024
Questa voce raccoglie le informazioni riguardanti l'Olympique de Marseille nelle competizioni ufficiali della stagione 2023-2024.

## Maglie e sponsor
Lo sponsor tecnico per la stagione 2023-2024 è Puma, mentre lo sponsor ufficiale è CMA CGM.
| Casa | Trasferta | Terza divisa |

## Organigramma societario
Consiglio di amministrazione
- Proprietario: Kyril Louis-Dreyfus
- Proprietario: Frank McCourt
- Presidente: Pablo Longoria
- Membro CdA: Jacques-Henri Eyraud

Area tecnica
- Direttori sportivi: David Frillo, Javier Ribalta
- Direttore tecnico: Marco Otero
- Coordinatore area sportiva: Basile Boli
- Responsabile sett. giovanile: Yann Daniélou
- Responsabile scouting: Mathieu Louis-Jean
- Consulente: Jean-Pierre Papin
- Allenatore: Jean-Louis Gasset
- Allenatore in seconda: Jacques Abardonado
- Preparatori atletici: Gilles Marambaud
- Preparatore dei portieri: Jon Pascua
- Osservatori: François Brisson, Roland Gransart, Narcís Julià, Sofiane Khair, Sergio Santomé, Mathieu Seckinger, Benjamin Brat, Thomas Maurin, Benjamin Charler

Area sanitaria
- Medico sociale: Joël Coste

## Rosa
Aggiornata al 18 aprile 2024.
| N. |                               | Ruolo | Calciatore                  |
| -- | ----------------------------- | ----- | --------------------------- |
| 1  | Camerun (bandiera)            | P     | Simon Ngapandouetnbu        |
| 3  | Francia (bandiera)            | D     | Quentin Merlin              |
| 4  | Francia (bandiera)            | D     | Samuel Gigot                |
| 5  | Argentina (bandiera)          | D     | Leonardo Balerdi            |
| 6  | Svizzera (bandiera)           | D     | Ulisses Garcia              |
| 7  | Francia (bandiera)            | C     | Jonathan Clauss             |
| 8  | Marocco (bandiera)            | C     | Azzedine Ounahi             |
| 10 | Gabon (bandiera)              | A     | Pierre-Emerick Aubameyang   |
| 11 | Marocco (bandiera)            | C     | Amine Harit                 |
| 14 | Camerun (bandiera)            | A     | Faris Moumbagna             |
| 16 | Spagna (bandiera)             | P     | Pau López                   |
| 17 | Camerun (bandiera)            | C     | Jean Onana                  |
| 18 | Costa d'Avorio (bandiera)     | D     | Bamo Meïté                  |
| 19 | Rep. Centrafricana (bandiera) | C     | Geoffrey Kondogbia          |
| 20 | Argentina (bandiera)          | A     | Joaquín Correa              |
| 21 | Francia (bandiera)            | C     | Valentin Rongier (capitano) |
| 22 | Senegal (bandiera)            | C     | Pape Gueye                  |
| 23 | Senegal (bandiera)            | A     | Ismaïla Sarr                |

| N. |                           | Ruolo | Calciatore         |
| -- | ------------------------- | ----- | ------------------ |
| 27 | Francia (bandiera)        | C     | Jordan Veretout    |
| 29 | Senegal (bandiera)        | A     | Iliman Ndiaye      |
| 34 | Marocco (bandiera)        | C     | Bilal Nadir        |
| 36 | Spagna (bandiera)         | P     | Rubén Blanco       |
| 37 | Inghilterra (bandiera)    | D     | Emran Soglo        |
| 42 | Francia (bandiera)        | A     | Keyliane Abdallah  |
| 44 | Brasile (bandiera)        | A     | Luis Henrique      |
| 46 | Francia (bandiera)        | C     | Gaël Lafont        |
| 48 | Comore (bandiera)         | D     | Yakine Saïd M'Madi |
| 49 | Comore (bandiera)         | C     | Raimane Daou       |
| 62 | Panama (bandiera)         | D     | Michael Murillo    |
| 95 | Francia (bandiera)        | D     | Isaak Touré        |
| 99 | Rep. del Congo (bandiera) | D     | Chancel Mbemba     |
| 6  | Francia (bandiera)        | C     | Mattéo Guendouzi   |
| 9  | Portogallo (bandiera)     | A     | Vitinha            |
| 12 | Brasile (bandiera)        | D     | Renan Lodi         |
| 24 | Camerun (bandiera)        | A     | François Mughe     |

## Calciomercato
Dati aggiornati al 27 gennaio 2024.

### Sessione estiva
| Acquisti         | Acquisti                  | Acquisti        | Acquisti                       |
| R.               | Nome                      | da              | Modalità                       |
| ---------------- | ------------------------- | --------------- | ------------------------------ |
| A                | Iliman Ndiaye             | Sheffield Utd   | definitivo (17 milioni €)      |
| A                | Ismaïla Sarr              | Watford         | definitivo (13 milioni €)      |
| D                | Renan Lodi                | Atlético Madrid | definitivo (13 milioni €)      |
| C                | Ruslan Malinovs'kyj       | Atalanta        | definitivo (10 milioni €)      |
| C                | Geoffrey Kondogbia        | Atlético Madrid | definitivo (8 milioni €)       |
| C                | Amine Harit               | Schalke 04      | definitivo (5 milioni €)       |
| D                | Michael Murillo           | Anderlecht      | definitivo (2,5 milioni €)     |
| A                | Joaquín Correa            | Inter           | prestito oneroso (2 milioni €) |
| P                | Rubén Blanco              | Celta Vigo      | definitivo (1,5 milioni €)     |
| A                | Pierre-Emerick Aubameyang | svincolato      | definitivo                     |
| D                | Bamo Meïté                | Lorient         | prestito                       |
| C                | Pape Gueye                | Siviglia        | fine prestito                  |
| A                | Arkadiusz Milik           | Juventus        | fine prestito                  |
| A                | Luis Suárez               | Almería         | fine prestito                  |
| D                | Isaak Touré               | Auxerre         | fine prestito                  |
| A                | Salim Ben Seghir          | Valenciennes    | fine prestito                  |
| Altre operazioni |                           |                 |                                |
| R.               | Nome                      | da              | Modalità                       |
| A                | Nemanja Radonjić          | Torino          | fine prestito                  |
| A                | Konrad de la Fuente       | Olympiacos      | fine prestito                  |
| D                | Jordan Amavi              | Getafe          | fine prestito                  |
| D                | Pol Lirola                | Elche           | fine prestito                  |
| C                | Kevin Strootman           | Genoa           | fine prestito                  |

| Cessioni         | Cessioni            | Cessioni        | Cessioni                   |
| R.               | Nome                | a               | Modalità                   |
| ---------------- | ------------------- | --------------- | -------------------------- |
| A                | Cengiz Ünder        | Fenerbahçe      | definitiva (15 milioni €)  |
| A                | Luis Suárez         | Almería         | definitiva (8 milioni €)   |
| A                | Arkadiusz Milik     | Juventus        | definitiva (6,3 milioni €) |
| D                | Sead Kolašinac      |                 | svincolato                 |
| A                | Alexis Sánchez      |                 | svincolato                 |
| C                | Mattéo Guendouzi    | Lazio           | prestito                   |
| C                | Dimitri Payet       |                 | svincolato                 |
| D                | Jordan Amavi        | Brest           | prestito                   |
| D                | Nuno Tavares        | Arsenal         | fine prestito              |
| C                | Ruslan Malinovs'kyj | Atalanta        | fine prestito              |
| C                | Amine Harit         | Schalke 04      | fine prestito              |
| D                | Issa Kaboré         | Manchester City | fine prestito              |
| D                | Eric Bailly         | Manchester Utd  | fine prestito              |
| P                | Rubén Blanco        | Celta Vigo      | fine prestito              |
| C                | Ruslan Malinovs'kyj | Genoa           | Prestito                   |
| D                | Pol Lirola          | Frosinone       | prestito                   |
| Altre operazioni |                     |                 |                            |
| R.               | Nome                | a               | Modalità                   |
| A                | Nemanja Radonjić    | Torino          | definitiva (1,7 milioni €) |
| C                | Kevin Strootman     |                 | svincolato                 |
| A                | Konrad de la Fuente | Eibar           | prestito                   |

### Sessione invernale
| Acquisti         | Acquisti            | Acquisti   | Acquisti                        |
| R.               | Nome                | da         | Modalità                        |
| ---------------- | ------------------- | ---------- | ------------------------------- |
| A                | Faris Moumbagna     | Bodø/Glimt | definitivo (8 milioni €)        |
| D                | Ulisses Garcia      | Young Boys | definitivo (4 milioni €)        |
| C                | Jean Onana          | Beşiktaş   | prestito con opzione d'acquisto |
| A                | Luis Henrique       | Botafogo   | fine prestito                   |
| D                | Quentin Merlin      | Nantes     | definitivo (10 milioni €)       |
| C                | Ruslan Malinovs'kyj | Genoa      | fine prestito                   |
| Altre operazioni |                     |            |                                 |
| R.               | Nome                | da         | Modalità                        |

| Cessioni         | Cessioni            | Cessioni  | Cessioni                  |
| R.               | Nome                | a         | Modalità                  |
| ---------------- | ------------------- | --------- | ------------------------- |
| D                | Renan Lodi          | Al-Hilal  | definitivo (23 milioni €) |
| C                | Ruslan Malinovs'kyj | Genoa     | definitiva (7 milioni €)  |
| A                | Vitinha             | Genoa     | prestito                  |
| A                | François Mughe      | Dunkerque | prestito                  |
| Altre operazioni |                     |           |                           |
| R.               | Nome                | a         | Modalità                  |

## Risultati

### Ligue 1
| Arbitro: | Wattellier |

|                        |           |         |
| Ounahi 23’ Vitinha 73’ | Marcatori | 10’ Itō |

| Arbitro: | Brisard |

|                              |           |                       |
| C. Sabaly 65’ Mikautadze 71’ | Marcatori | 14’ Soglo 82’ Vitinha |

| Arbitro: | Stinat |

|                    |           |  |
| Mbemba 4’ Sarr 65’ | Marcatori |  |

| Arbitro: | Buquet |

|             |           |         |
| Mohamed 39’ | Marcatori | 4’ Sarr |

| Marsiglia 17 settembre 2023, ore 17:05 CEST 5ª giornata | Olympique Marsiglia | 0 – 0 referto | Tolosa | Vélodrome (63 477 spett.)\| Arbitro: \| Letexier \| |
| Arbitro:                                                | Letexier            |               |        |                                                     |

| Arbitro: | Delajod |

|                                              |           |  |
| Hakimi 8’ Kolo Muani 37’ Ramos 47’ Ramos 89’ | Marcatori |  |

| Arbitro: | Bastien |

|                                        |           |                     |
| Akliouche 8’ Balogun 23’ Akliouche 52’ | Marcatori | 1’ Ndiaye 18’ Gigot |

| Arbitro: | Léonard |

|                                                |           |  |
| Sangante 18’ (aut.) Aubameyang 21’ I. Sarr 84’ | Marcatori |  |

| Arbitro: | Buquet |

|              |           |  |
| Guessand 79’ | Marcatori |  |

| Arbitro: | Letexier |

|                                        |           |  |
| Vitinha 21’ Murillo 25’ Aubameyang 55’ | Marcatori |  |

| Marsiglia 4 novembre 2023, ore 21:00 CET 11ª giornata | Olympique Marsiglia | 0 – 0 referto | Lilla | Vélodrome (63 674 spett.)\| Arbitro: \| Frappart \| |
| Arbitro:                                              | Frappart            |               |       |                                                     |

| Arbitro: | Bastien |

|            |           |  |
| Gradit 90’ | Marcatori |  |

| Arbitro: | Brisard |

|           |           |            |
| Emegha 6’ | Marcatori | 27’ Clauss |

| Arbitro: | Delajod |

|                                 |           |  |
| Aubameyang 8’ (rig.) Ounahi 65’ | Marcatori |  |

| Arbitro: | Wattellier |

|                      |           |                                                    |
| Faivre 41’ Mendy 52’ | Marcatori | 3’ Mbemba 9’ Aubameyang 33’ Balerdi 42’ Aubameyang |

| Arbitro: | Angoula |

|                       |           |               |
| Murillo 26’ Harit 42’ | Marcatori | 58’ Allevinah |

| Arbitro: | Léonard |

|           |           |              |
| Fayad 14’ | Marcatori | 52’ Veretout |

| Arbitro: | Bollengier |

|          |           |             |
| Gigot 3’ | Marcatori | 90+1’ Sebas |

| Arbitro: | Delajod |

|                            |           |                               |
| Aubameyang 38’ Balerdi 50’ | Marcatori | 7’ Ben Yedder 45+3’ Akliouche |

| Arbitro: | Bastien |

|               |           |  |
| Lacazette 37’ | Marcatori |  |

| Arbitro: | El Hadj |

|               |           |          |
| Moumbagna 56’ | Marcatori | 61’ Udol |

| Arbitro: | Buquet |

|                |           |  |
| Lees-Melou 88’ | Marcatori |  |

| Arbitro: | Pignard |

|                                                                  |           |               |
| Ndiaye 31’ Aubameyang 43’ Aubameyang 62’ (rig.) Sacko 82’ (aut.) | Marcatori | 5’ Al-Taamari |

| Arbitro: | Léonard |

|              |           |                                                                        |
| Boutobba 53’ | Marcatori | 23’ Ndiaye 59’ Aubameyang 67’ Clauss 80’ Luiz Henrique 90+1’ Moumbagna |

| Arbitro: | Letexier |

|                               |           |  |
| Aubameyang 17’ Aubameyang 79’ | Marcatori |  |

| Arbitro: | Wattellier |

|                                   |           |  |
| Terrier 21’ Bourigeaud 78’ (rig.) | Marcatori |  |

| Arbitro: | Bastien |

|  |           |                               |
|  | Marcatori | 53’ Vitinha 85’ Gonçalo Ramos |

| Arbitro: | Dechepy |

|                                              |           |                |
| David 54’ (rig.) Cabella 71’ Gudmundsson 84’ | Marcatori | 81’ Aubameyang |

| Arbitro: | Turpin |

|                            |           |                              |
| Nicolaisen 45+1’ Gboho 82’ | Marcatori | 38’ J. Onana 90+5’ Moumbagna |

| Arbitro: | Pignard |

|                                  |           |                    |
| Clauss 31’ Aubameyang 56’ (rig.) | Marcatori | 13’ Moffi 72’ Bard |

| Arbitro: | Pignard |

|                            |           |          |
| Aubameyang 1’ P. Gueye 85’ | Marcatori | 77’ Saïd |

| Arbitro: | Dechepy |

|                                                |           |           |
| Aubameyang 36’ Gigot 41’ Aubameyang 54’ (rig.) | Marcatori | 43’ Mendy |

| Arbitro: | El Hadj |

|                   |           |  |
| Mbemba 33’ (aut.) | Marcatori |  |

| Arbitro: | Stinat |

|                   |           |                            |
| Bayo 90+6’ (rig.) | Marcatori | 64’ Aubameyang 77’ Murillo |

L'Olympique di Marsiglia ha concluso all'8º posto la sua partecipazione alla Ligue 1 2023-2024.

### Coupe de France

#### Trentaduesimi di finale
| Arbitro: | Lissorgue |

|  |           |                |
|  | Marcatori | 62’ Aubameyang |

Con la vittoria per 1-0 sul Thionville, l'Olympique Marsiglia si è qualificato ai sedicesimi di finale di Coppa di Francia.

#### Sedicesimi di finale
| Arbitro: | Pignard |

|                                                                             |                      |                                                                                 |
| Terrier 53’                                                                 | Marcatori            | 29’ Veretout                                                                    |
| Kalimuendo Bourigeaud Santamaria Le Fée Blas Yıldırım Omari Belocian Nagida | Tiri di rigore 9 – 8 | Veretout Balerdi Vitinha J. Onana Luis Henrique Clauss Veretout U. Garcia Gigot |

Con la sconfitta subita ai calci di rigore dal Rennes, l'Olympique è stato eliminato ai sedicesimi di finale della Coppa di Francia.

### Champions League

#### Terzo turno
| Arbitro: | Kovács |

|             |           |  |
| Bernard 83’ | Marcatori |  |

| Arbitro: | Oliver |

|                                 |                      |                                                    |
| Aubameyang 2’, 45+1’            | Marcatori            | 90+9’ (rig.) Iōannidīs                             |
| Guendouzi Veretout Sarr Vitinha | Tiri di rigore 3 – 5 | Iōannidīs Bernard Kleinheisler Palacios Mladenović |

Permanendo il pareggio di 2-2 nel punteggio aggregato, si è resa necessaria la disputa dei calci di rigore dai quali l'Olympique di Marsiglia è stato sconfitto con il punteggio di 3-5, venendo in tal modo eliminato dalla Champions League al terzo turno preliminare. L'Olympique ha comunque ottenuto il passaggio alla fase a girone di Europa League.

### Europa League

#### Fase a gironi
| Arbitro: | Mariani |

|                                  |           |                                          |
| Forbs 9’ Berghuis 20’ Taylor 52’ | Marcatori | 23’ Clauss 38’ Aubameyang 78’ Aubameyang |

| Arbitro: | Balakin |

|                         |           |                                |
| Mbemba 19’ Veretout 20’ | Marcatori | 55’ Groß 88’ (rig.) João Pedro |

| Arbitro: | Stefański |

|                                                  |           |            |
| Vitinha 27’ Harit 60’ (rig.) Veretout 69’ (rig.) | Marcatori | 53’ Pineda |

| Arbitro: | Nyberg |

|  |           |                          |
|  | Marcatori | 25’ Mbemba 90+3’ I. Sarr |

| Arbitro: | Sozza |

|                                                                        |           |                                   |
| Aubameyang 9’ (rig.) Mbemba 26’ Aubameyang 47’ Aubameyang 90+3’ (rig.) | Marcatori | 10’ Brobbey 30’ Brobbey 77’ Akpom |

| Arbitro: | Sánchez Martínez |

|                |           |  |
| João Pedro 88’ | Marcatori |  |

Classificandosi 2° nel proprio girone di appartenenza, l'Olympique Marsiglia si è qualificato agli spareggi preliminari della fase ad eliminazione diretta della Europa League.

#### Fase ad eliminazione diretta

##### Spareggi
| Arbitro: | Lambrechts |

|                                |           |                           |
| Matvijenko 68’ Eguinaldo 90+3’ | Marcatori | 64’ Aubameyang 90’ Ndiaye |

| Arbitro: | Stieler |

|                                          |           |                    |
| Aubameyang 23’ I. Sarr 74’ Kondogbia 81’ | Marcatori | 12’ (rig.) Sudakov |

Con il risultato aggregato di 5-3, l'Olympique Marsiglia si è qualificato agli ottavi di finale di Europa League.

##### Ottavi di finale
Dal sorteggio, effettuato il 23 febbraio 2024, l'Olympique è stato accoppiato al Villarreal.
| Arbitro: | Gözübüyük |

|                                                                       |           |  |
| Veretout 23’ Mosquera 28’ (aut.) Aubameyang 42’ (rig.) Aubameyang 59’ | Marcatori |  |

| Arbitro: | István Kovács |

|                                     |           |              |
| Capoue 32’ Sørloth 54’ Mosquera 86’ | Marcatori | 90+4’ Clauss |

Con il risultato aggregato il 4-3 in proprio favore, l'Olympique Marsiglia si è qualificato ai quarti di finale di Europa League.

##### Quarti di finale
| Arbitro: | Oliver |

|                             |           |                |
| Rafa Silva 16’ Di María 52’ | Marcatori | 67’ Aubameyang |

| Arbitro: | Zwayer |

|                                   |                      |                                  |
| Moumbagna 79’                     | Marcatori            |                                  |
| Correa Kondogbia Balerdi Henrique | Tiri di rigore 4 – 2 | Di María Kökçü Otamendi A. Silva |

Permanendo il risultato di parità dopo la fine dei tempi regolamentari e dei tempi supplementari (2-2) sono stati necessari i calci di calci di rigore dai quali è uscito vincitore l'Olympique Marsiglia, che in tal modo ha battuto il Benfica e si è qualificato alle semifinali di Europa League.

##### Semifinali
| Arbitro: | Siebert |

|            |           |              |
| Mbemba 20’ | Marcatori | 11’ Scamacca |

| Arbitro: | Gil Manzano |

|                                     |           |  |
| Lookman 30’ Ruggeri 52’ Touré 90+5’ | Marcatori |  |

Con il risultato aggregato di 4-1 a favore dell'Atalanta, l'Olympique di Marsiglia è stato eliminato dalla Europa League.

## Statistiche

### Statistiche di squadra
| Competizione     | Punti | In casa | In casa | In casa | In casa | In casa | In casa | In trasferta | In trasferta | In trasferta | In trasferta | In trasferta | In trasferta | Totale | Totale | Totale | Totale | Totale | Totale | DR  |
| Competizione     | Punti | G       | V       | N       | P       | Gf      | Gs      | G            | V            | N            | P            | Gf           | Gs           | G      | V      | N      | P      | Gf     | Gs     | DR  |
| ---------------- | ----- | ------- | ------- | ------- | ------- | ------- | ------- | ------------ | ------------ | ------------ | ------------ | ------------ | ------------ | ------ | ------ | ------ | ------ | ------ | ------ | --- |
| Ligue 1          | 50    | 17      | 10      | 6       | 1       | 31      | 13      | 17           | 3            | 5            | 9            | 21           | 28           | 34     | 13     | 11     | 10     | 52     | 41     | +11 |
| Coupe de France  | -     | 0       | 0       | 0       | 0       | 0       | 0       | 2            | 1            | 1            | 0            | 2            | 1            | 2      | 1      | 1      | 0      | 2      | 1      | +1  |
| Champions League | -     | 1       | 1       | 0       | 0       | 2       | 1       | 1            | 0            | 0            | 1            | 0            | 1            | 2      | 1      | 0      | 1      | 2      | 2      | 0   |
| Europa League    | 11    | 7       | 5       | 2       | 0       | 18      | 8       | 7            | 1            | 2            | 4            | 9            | 14           | 14     | 6      | 4      | 4      | 27     | 22     | +5  |
| Totale           | -     | 25      | 16      | 8       | 1       | 51      | 22      | 27           | 5            | 8            | 14           | 32           | 44           | 52     | 21     | 16     | 15     | 83     | 66     | +17 |

### Andamento in campionato
| Giornata  | 1 | 2 | 3 | 4 | 5 | 6 | 7  | 8 | 9 | 10 | 11 | 12 | 13 | 14 | 15 | 16 | 17 | 18 | 19 | 20 | 21 | 22 | 23 | 24 | 25 | 26 | 27 | 28 | 29 | 30 | 31 | 32 | 33 | 34 |
| --------- | - | - | - | - | - | - | -- | - | - | -- | -- | -- | -- | -- | -- | -- | -- | -- | -- | -- | -- | -- | -- | -- | -- | -- | -- | -- | -- | -- | -- | -- | -- | -- |
| Luogo     | C | T | C | T | C | T | T  | C | T | C  | C  | T  | T  | C  | T  | C  | T  | C  | C  | T  | C  | T  | C  | T  | C  | T  | C  | T  | C  | T  | C  | T  | C  | T  |
| Risultato | V | N | V | N | N | P | P  | V | P | N  | N  | P  | N  | V  | V  | V  | N  | N  | N  | P  | N  | P  | V  | V  | V  | P  | P  | P  | N  | N  | V  | P  | V  | V  |
| Posizione | 6 | 5 | 2 | 3 | 4 | 8 | 11 | 6 | 8 | 6  | 6  | 6  | 8  | 8  | 6  | 6  | 6  | 7  | 7  | 8  | 8  | 8  | 9  | 7  | 7  | 7  | 7  | 8  | 9  | 9  | 7  | 8  | 8  | 8  |

Legenda:

Luogo: C = Casa; T = Trasferta. Risultato: R = Rinviata; V = Vittoria; N = Pareggio; P = Sconfitta.

### Statistiche individuali
| Giocatore      | Ligue 1  | Ligue 1 | Ligue 1     | Ligue 1    | Coupe de France | Coupe de France | Coupe de France | Coupe de France | Champions League | Champions League | Champions League | Champions League | Europa League | Europa League | Europa League | Europa League | Totale   | Totale | Totale      | Totale     |
| Giocatore      | Presenze | Reti    | Ammonizioni | Espulsioni | Presenze        | Reti            | Ammonizioni     | Espulsioni      | Presenze         | Reti             | Ammonizioni      | Espulsioni       | Presenze      | Reti          | Ammonizioni   | Espulsioni    | Presenze | Reti   | Ammonizioni | Espulsioni |
| -------------- | -------- | ------- | ----------- | ---------- | --------------- | --------------- | --------------- | --------------- | ---------------- | ---------------- | ---------------- | ---------------- | ------------- | ------------- | ------------- | ------------- | -------- | ------ | ----------- | ---------- |
| K. Abdallah    | 1        | 0       | 0           | 0          | 0               | 0               | 0               | 0               | 0                | 0                | 0                | 0                | 0             | 0             | 0             | 0             | 1        | 0      | 0           | 0          |
| P. Aubameyang  | 34       | 17      | 4           | 0          | 2               | 1               | 0               | 0               | 2                | 2                | 1                | 0                | 13            | 10            | 0             | 0             | 51       | 30     | 5           | 0          |
| L. Balerdi     | 27       | 2       | 6           | 1          | 2               | 0               | 0               | 0               | 1                | 0                | 1                | 0                | 12            | 0             | 3             | 0             | 42       | 2      | 10          | 1          |
| R. Blanco      | 2        | -2      | 0           | 0          | 1               | -0              | 0               | 0               | 1                | 0                | 0                | 0                | 1             | -1            | 0             | 0             | 5        | -3     | 0           | 0          |
| J. Clauss      | 27       | 3       | 2           | 1          | 2               | 0               | 0               | 0               | 2                | 0                | 0                | 0                | 12            | 2             | 2             | 0             | 43       | 5      | 4           | 1          |
| J. Correa      | 12       | 0       | 2           | 0          | 0               | 0               | 0               | 0               | 0                | 0                | 0                | 0                | 7             | 0             | 0             | 0             | 19       | 0      | 2           | 0          |
| R. Daou        | 1        | 0       | 0           | 0          | 0               | 0               | 0               | 0               | 0                | 0                | 0                | 0                | 1             | 0             | 0             | 0             | 2        | 0      | 0           | 0          |
| U. Garcia      | 13       | 0       | 0           | 0          | 1               | 0               | 1               | 0               | 0                | 0                | 0                | 0                | 0             | 0             | 0             | 0             | 14       | 0      | 1           | 0          |
| S. Gigot       | 21       | 3       | 7           | 1          | 2               | 0               | 0               | 0               | 2                | 0                | 0                | 0                | 8             | 0             | 3             | 0             | 33       | 3      | 10          | 1          |
| P. Gueye       | 15       | 1       | 2           | 0          | 0               | 0               | 0               | 0               | 0                | 0                | 0                | 0                | 0             | 0             | 0             | 0             | 15       | 1      | 2           | 0          |
| A. Harit       | 28       | 1       | 5           | 0          | 0               | 0               | 0               | 0               | 2                | 0                | 0                | 0                | 14            | 1             | 1             | 0             | 44       | 2      | 6           | 0          |
| G. Kondogbia   | 26       | 0       | 3           | 0          | 1               | 0               | 0               | 0               | 1                | 0                | 0                | 1                | 13            | 1             | 1             | 0             | 41       | 1      | 4           | 1          |
| G. Lafont      | 0        | 0       | 0           | 0          | 0               | 0               | 0               | 0               | 0                | 0                | 0                | 0                | 1             | 0             | 0             | 0             | 1        | 0      | 0           | 0          |
| P. López       | 33       | -29     | 1           | 0          | 1               | -1              | 0               | 0               | 2                | -2               | 0                | 0                | 13            | -21           | 0             | 0             | 49       | -53    | 1           | 0          |
| Luis Henrique  | 15       | 1       | 0           | 0          | 1               | 0               | 0               | 0               | 0                | 0                | 0                | 0                | 7             | 0             | 0             | 0             | 23       | 1      | 0           | 0          |
| N. Mayoka-Tika | 1        | 0       | 0           | 0          | 0               | 0               | 0               | 0               | 0                | 0                | 0                | 0                | 0             | 0             | 0             | 0             | 1        | 0      | 0           | 0          |
| C. Mbemba      | 25       | 2       | 1           | 0          | 0               | 0               | 0               | 0               | 2                | 0                | 0                | 0                | 13            | 4             | 2             | 0             | 40       | 6      | 3           | 0          |
| B. Meïté       | 16       | 0       | 1           | 0          | 2               | 0               | 1               | 0               | 0                | 0                | 0                | 0                | 7             | 0             | 0             | 0             | 25       | 0      | 2           | 0          |
| Q. Merlin      | 10       | 0       | 1           | 0          | 0               | 0               | 0               | 0               | -                | -                | -                | -                | 7             | 0             | 2             | 0             | 17       | 0      | 3           | 0          |
| F. Moumbagna   | 13       | 3       | 2           | 1          | 0               | 0               | 0               | 0               | -                | -                | -                | -                | 7             | 1             | 0             | 0             | 20       | 4      | 2           | 1          |
| M. Murillo     | 16       | 3       | 3           | 0          | 2               | 0               | 0               | 0               | 0                | 0                | 0                | 0                | 7             | 0             | 0             | 0             | 25       | 3      | 3           | 0          |
| B. Nadir       | 5        | 0       | 1           | 0          | 2               | 0               | 1               | 0               | 0                | 0                | 0                | 0                | 2             | 0             | 0             | 0             | 9        | 0      | 2           | 0          |
| I. Ndiaye      | 30       | 3       | 0           | 1          | 0               | 0               | 0               | 0               | 2                | 0                | 1                | 0                | 14            | 1             | 0             | 0             | 46       | 4      | 1           | 1          |
| J. Onana       | 13       | 1       | 1           | 0          | 1               | 0               | 1               | 0               | 0                | 0                | 0                | 0                | 0             | 0             | 0             | 0             | 14       | 1      | 2           | 0          |
| A. Ounahi      | 21       | 2       | 3           | 0          | 0               | 0               | 0               | 0               | 2                | 0                | 0                | 0                | 12            | 0             | 1             | 0             | 35       | 2      | 4           | 0          |
| V. Rongier     | 10       | 0       | 2           | 0          | 0               | 0               | 0               | 0               | 2                | 0                | 0                | 0                | 3             | 0             | 0             | 0             | 15       | 0      | 2           | 0          |
| I. Sarr        | 23       | 3       | 1           | 0          | 0               | 0               | 0               | 0               | 2                | 0                | 0                | 0                | 10            | 2             | 4             | 0             | 35       | 5      | 5           | 0          |
| S. Sidi Ali    | 2        | 0       | 0           | 0          | 0               | 0               | 0               | 0               | 0                | 0                | 0                | 0                | 0             | 0             | 0             | 0             | 2        | 0      | 0           | 0          |
| E. Soglo       | 3        | 1       | 1           | 0          | 1               | 0               | 0               | 0               | 0                | 0                | 0                | 0                | 5             | 0             | 0             | 0             | 9        | 1      | 1           | 0          |
| J. Veretout    | 29       | 1       | 3           | 0          | 2               | 1               | 0               | 0               | 2                | 0                | 1                | 0                | 13            | 3             | 0             | 0             | 46       | 5      | 4           | 0          |
| M. Guendouzi   | 2        | 0       | 0           | 0          | 0               | 0               | 0               | 0               | 2                | 0                | 0                | 0                | 0             | 0             | 0             | 0             | 4        | 0      | 0           | 0          |
| F. Mughe       | 5        | 0       | 1           | 0          | 0               | 0               | 0               | 0               | 1                | 0                | 0                | 0                | 1             | 0             | 0             | 0             | 7        | 0      | 1           | 0          |
| Renan Lodi     | 14       | 0       | 6           | 0          | 1               | 0               | 0               | 0               | 2                | 0                | 0                | 0                | 6             | 0             | 1             | 0             | 23       | 0      | 7           | 0          |
| Vitinha        | 17       | 3       | 1           | 0          | 2               | 0               | 1               | 0               | 1                | 0                | 0                | 0                | 6             | 1             | 1             | 0             | 26       | 4      | 3           | 0          |